# Uncle (serie de televisión)

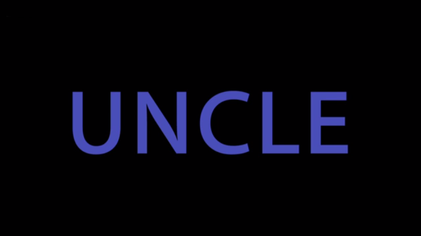
La tarjeta de presentación de "Uncle" utilizada a partir de la Serie 2

Uncle es una serie de televisión británica escrita y dirigida por Oliver Refson & Lilah Vandenburgh. El episodio piloto fue primero transmitida en Channel 4 en diciembre de 2012, antes de ser comisionada por BBC Three. 
El primer episodio de la serie fue rehecha y fue estrenada el 13 de enero de 2014.
La serie fue renovada para una segunda temporada estrenada el 10 de febrero de 2015. En diciembre de 2015 fue anunciado que la serie volvería para una tercera temporada. Nick Helm luego anunció a través de Twitter que la tercera temporada sería la última.

## Elenco
- Nick Helm como Andy.[1]
- Elliot Speller-Gillott como Errol.[1]
- Daisy Haggard como Sam.[1]
- Sydney Rae White como Gwen.[1]
- Con O'Neill como Val.[1]
- Esther Smith como Melodie.[1]
- Daniel Lawrence Taylor como Bruce.[1]
- Nina Toussaint-White como Shelley.[2]
- Brett Goldstein como Casper.[2]
- Nicholas Burns como Ben.[2]
- Jorja Rutherford como Tiffany.
- Lauran Taylor-Griffin como Ruby.
- Raquel Cassidy como Teresa.
- Gemma Whelan como Veronica.

## Temporadas
| Temporada | Temporada | Episodios | Emisión original      | Emisión original      |
| Temporada | Temporada | Episodios | Inicio                | Final                 |
| --------- | --------- | --------- | --------------------- | --------------------- |
|           | 1         | 6         | 13 de enero de 2014   | 17 de febrero de 2014 |
|           | 2         | 6         | 10 de febrero de 2015 | 17 de marzo de 2015   |
|           | 3         | 7         | 6 de enero de 2017    | 12 de febrero de 2017 |

## Producción
El espectáculo fue comisionado por la BBC después de que el piloto fuese transmitido originalmente en el Channel 4. El episodio piloto salió al aire en el canal en diciembre de 2012, como parte de una cadena llamada 4Funnies. Cuando el Channel 4 la cabeza de la comedia, Shane Allen se trasladó a la BBC, que atrajo el show con él. Uncle fue escrito por Oliver Refson para Baby Cow Productions. El comediante Nick Helm explicó que el programa fue inspirado en película de comedia The Royal Tenenbaums por Wes Anderson, y pensó que encajaba con otros programas de humor producidas por Baby Cow. Dijo que si bien el espectáculo no fue escrito por él, que era el 75 por ciento de lo que habría hecho a sí mismo.
Uncle está filmada en locación en Croydon, las escenas exteriores se han rodado en la calle George, Thornton Heath y Surrey Market Street. Las localizaciones interiores incluyen el Club de Hustler y una casa en Purley. Helm interpreta a Andy, un músico que está al borde del suicidio cuando él se encuentra al cuidado de su peculiar y extraño sobrino de 12 años de edad, Errol (Elliot Speller-Gillott). Helm dijo que "Hay una familia poco convencional en el núcleo de la serie -. El tío y sobrino y la madre individual Obviamente ellos son una familia real, sino que crean esta unidad familiar revisada no convencional Eso es lo bueno de ella".
El 17 de febrero de 2014, se anunció que la serie había sido renovada para una segunda temporada. Helm dijo que estaba "atónito" que había estado involucrado en un espectáculo que había demostrado ser popular entre el público y estaba deseando trabajar con todos los actores y el equipo en la nueva temporada. Allen, el comisionado de la BBC Comedy comentó "comedia sin embargo, de buen corazón a menudo vanguardista de Oli, junto con la química única de Nick y Elliot, han demostrado ser un éxito instantáneo con el público y la crítica". Estamos encantados de tener esta relación díscola en la familia BBC Three". La segunda temporada entró en producción a finales de 2014 y fue transmitida en 2015.

## Recepción
Sam Wollaston de The Guardian dio el espectáculo críticas positivas, diciendo "Uncle se las arregla para ser caliente, así como oscuro y grosero. Y hilarante. Bien podría ser la cosa para llenar la (buena) comedia sin efecto desde —".  Gary Rose de Radio Times dio el espectáculo una crítica agridulce. Él pensó que era difícil de encontrar simpatía por Andy, mientras que Errol era "un pequeño gran carácter". Rose le gusta el número de la canción y la danza, que calificó de "una inyección satisfactoria de rareza." 
Uncle ganó como Mejor Programa de Multicanal en 2015 en los Broadcast Awards. Los jueces describieron como "un espectáculo realmente original con actuaciones brillantes y gran escritura".

## Transmisiones
La serie se estrenó en Australia el 12 de enero de 2015 en SBS One.
En Latinoamérica fue estrenada a través de I.Sat en 2016.

## Lanzamiento en DVD
La primera temporada fue estrenada el 16 de marzo de 2015.

## Adaptaciones
| Año  | Nombre                  | País          | Cadena       |
| ---- | ----------------------- | ------------- | ------------ |
| 2021 | Uncle (엉클 / Eongkeul) | Corea del Sur | TV Chosun    |
| 2022 | Mi tío                  | México        | Amazon Prime |